# Jihozápadní region
Jihozápadní region (makedonsky Jugozapaden region, Југозападен регион) je jedním z osmi statistických regionů v Severní Makedonii. V roce 2021 zde žilo 177 398 obyvatel. Největším sídlem regionu je město Ohrid.

## Poloha, popis
Rozkládá se (jak jméno napovídá) v jihozápadní části státu a jeho rozloha je 3 340 km². Sousedními regiony jsou Položský na severu, Skopský a Vardarský na severovýchodě a Pelagonský na východě. Region hraničí na jihu a na západě s Albánií. Hranice prochází Ohridským jezerem, jehož větší část se nachází na území regionu.
Region tvoří celkem 9 opštin:
| Opština         | Obyvatel (rok 2021) | Správní centrum | Rozloha (km²) |
| --------------- | ------------------- | --------------- | ------------- |
| Centar Župa     | 3 720               | Centar Župa     | 107,21        |
| Debar           | 15 412              | Debar           | 145,67        |
| Debarca         | 3 719               | Belčišta        | 425,39        |
| Kičevo          | 39 669              | Kičevo          | 838           |
| Makedonski Brod | 5 889               | Makedonski Brod | 888,97        |
| Ohrid           | 51 428              | Ohrid           | 389,93        |
| Plasnica        | 4 222               | Plasnica        | 54,44         |
| Struga          | 50 980              | Struga          | 483           |
| Vevčani         | 2 359               | Vevčani         | 22,8          |